# Шёберг, Ларс-Эрик
Ларс-Эрик Шёберг (швед. Lars-Erik Sjöberg; 4 мая 1944, Фалун, Швеция — 20 октября 1987, Уппсала, Швеция) — шведский хоккеист, защитник.
Выступал за клубы «Лександ» (1961-65, 1967-69), «Юргорден» (1965-67), «Фрёлунда» (1969-74). Один из лидеров сборной Швеции в конце 60-х — первой половине 70-х годов XX века. Участник двух Олимпиад (1968, 1972), шести чемпионатов мира и Европы (1968, 1969, 1970, 1972, 1973, 1974), Кубка Канады 1976 (5 матчей). В 1974—1979 отыграл пять сезонов в ВХА за «Виннипег Джетс». Являлся одним из лучших защитников за всю историю ВХА. В сезоне 1975/76 стал первым европейцем-капитаном клуба ВХА. В чемпионате ВХА — 295 игр, 194 очка (25 шайб + 169 передач). В Кубке АВКО — 52 игры, 23 очка (1 шайба + 22 передачи). В 1979-80 г.г. сыграл один сезон в НХЛ (79 игр, 34 очка (7+27)). В 1980-е работал европейским скаутом «Нью-Йорк Рейнджерс». Включён в список лучших игроков за всю историю шведского хоккея под номером 75. Умер от рака в октябре 1987 года.

## Достижения
- Чемпион Швеции 1969.
- Лучший игрок («Золотая шайба») Шведской элитной серии сезона 1968/69.
- «Джентльмен года» Шведской элитной серии сезона 1972/73.
- Лучший защитник чемпионата мира 1974.
- Включен в символическую сборную чемпионата мира 1974.
- Трёхкратный обладатель Кубка АВКО (1976, 1978, 1979).
- Обладатель «Трофея Денниса Мёрфи» — лучшему защитнику ВХА (1978).
- Финалист розыгрыша Кубка АВКО 1977.
- Вице-чемпион мира и Европы (1969, 1970, 1973).
- Бронзовый призер чемпионата Европы 1968
- Бронзовый призер чемпионата мира и Европы 1972 и 1974